# حجم ذخیره‌سازی

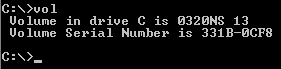
Command prompt of Windows XP showing volume label and volume serial number of drive C:. In this example, if a volume label were not set, "has no label." would be shown in place of "is 0320NS 13".

حجم ذخیره‌سازی (به انگلیسی: Volume (computing)) یا درایو منطقی یک منطقهٔ ذخیره‌سازی قابل دسترسِ منفرد همراه با یک فایل سیستم منفرد است که به‌طور معمول تنها در یک پارتیشن از هارددیسک قرار دارد.